# Igreja de Nossa Senhora dos Prazeres (Pico da Pedra)

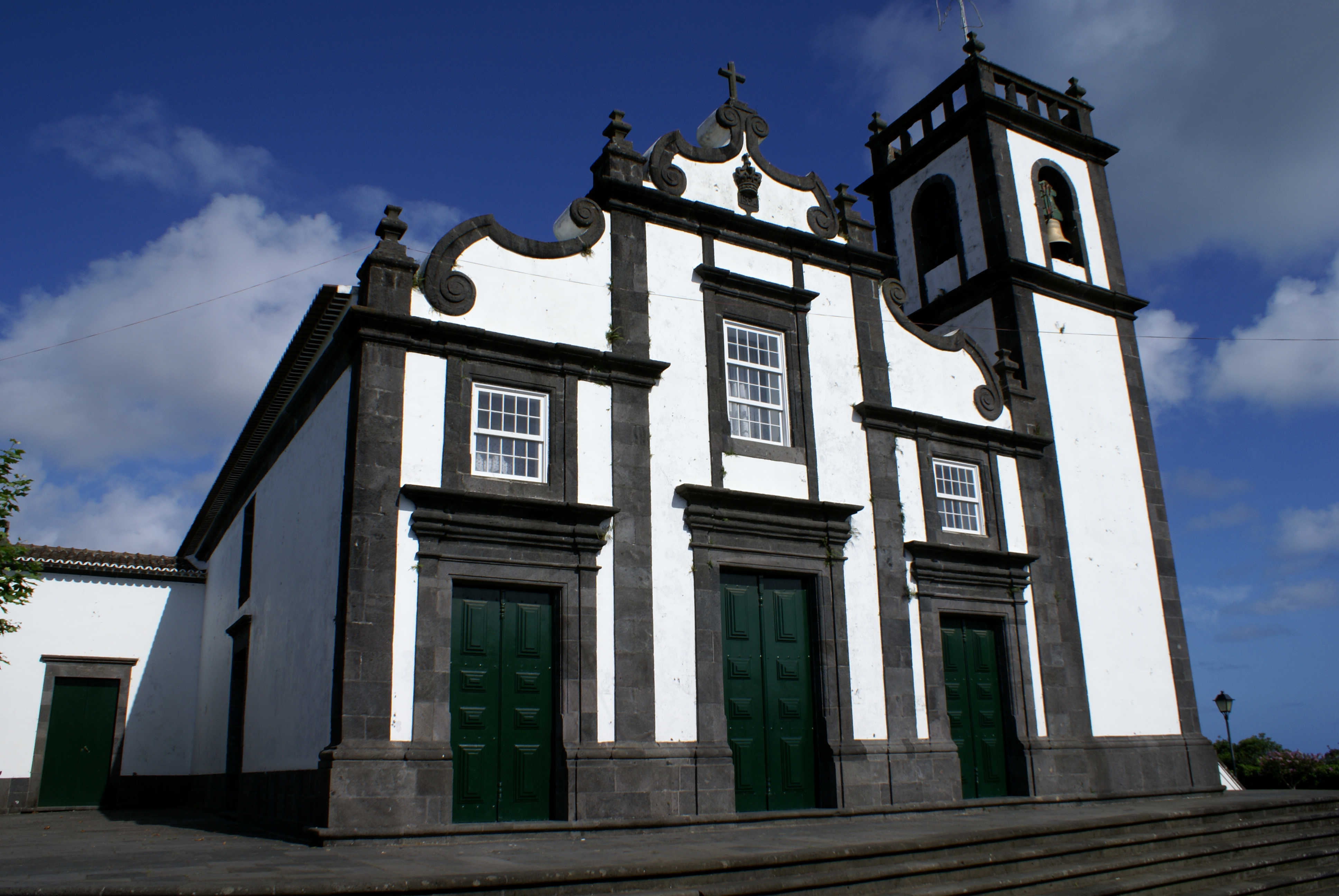
Igreja de Nossa Senhora dos Prazeres.

A Igreja de Nossa Senhora dos Prazeres é uma igreja portuguesa localizada em Pico da Pedra, concelho da Ribeira Grande, na ilha açoriana de São Miguel.
A história desta igreja encontra-se largamente tratada nas Memórias da Freguesia de Nossa Senhora dos Prazeres do Lugar do Pico da Pedra, de autoria do falecido padre António Furtado de Mendonça, publicada em 1920 na Revista Micaelense.
Segundo estas memórias, a actual Igreja de Nossa Senhora dos Prazeres começou a ser construída no dia 2 de Fevereiro de 1802, apresentando-se já concluída em 1807. Nesse tempo, Pico da Pedra era lugar sufragâneo de Rabo de Peixe, sendo a igreja benzida pelo reverendo Doutor Dâmaso José de Carvalho, no dia 13 de Setembro do dito ano de 1807.
Nessa festa pregou o provincial da graça de Ponta Delgada, tendo comparecido muitos nobres e três ingleses, um dos quais oferecera três sinos, outro o douramento de um altar, e o outro os ornamentos. Todavia, só em 11 de Agosto de 1813 foi nesta igreja colocado o tabernáculo eucarístico.
Só em 1836 a Igreja de Nossa Senhora dos Prazeres foi considerada paroquial. Escreve o citado padre Mendonça que a caldeirinha de água benta e o vaso do lavatório que esta igreja possui foram-lhe ofertadas pelo prior do Mosteiro da Graça de Angra do Heroísmo, padre Luís de Mascarenhas, natural do Pico da Pedra. Em 1803, o Padre António Manuel do Amaral oferecia ao templo valiosas alfaias.
Várias festas registam os anais desta igreja. A 19 de Fevereiro de 1872 foi estabelecida pela primeira vez a via sacra. As primeiras crismas realizaram-se ali em 17 de Setembro de 1849, pelo bispo D. Frei Estêvão de Jesus Maria.